# Francisco Buen Lacambra
Francisco Buen Lacambra (Ardisa, Cinco Villas, 1942) és un polític basc d'origen aragonès. Treballà com a torner i s'afilià al PSE-PSOE, després PSE-EE, partit amb el qual fou elegit regidor de l'ajuntament d'Irun el 1979-1983, i exercí com a alcalde de 1983 a 2002. Posteriorment ha estat escollit senador per Guipúscoa a les eleccions generals espanyoles de 2004 i 2008.